# Турашбеков, Нурбол Абдисаттарович
Турашбеков Нурбол Абдисаттарович — аким города Туркестан.
Дата рождения: 1980
Место рождения: КазССР; Южно-Казахстанская область; Толебийский район; с. Коксайек
Семейное положение, родственные связи:
· Жена:
· Дети:
Владение языками:
· Казахский, русский
Образование, специальность (квалификация), лицензии:
· Высшее
Специальность «Инженер-экономист», «Инженер-землеустроитель»
Трудовой стаж:
· Землеустроитель Ордабасинского земельно-кадастрового бюро дочернего государственного предприятия «ЮжКазНПЦзем» Ордабасинского района Южно-Казахстанской области (2001—2002);
· Заведующий бюро предприятия Ордабасинского района (2002—2009);
· Директор Сайрамского земельно-кадастрового бюро (2009—2010);
· Директор дочернего государственного предприятия «ЮжКазНПЦзем» (2010—2012);
· Первый заместитель Генерального директора Республиканского государственного предприятия «Научно-производственного центра», г. Астана (2012—2016);.
· Заместитель директора, Директор Дирекции «Научно-производственного центра земельного кадастра» государственной корпорации «Правительство для граждан» (2016-03.2017);
· Аким Тюлькубасского района Южно-Казахстанской области (03.2017-05.2020);
· Аким Ордабасинского района Туркестанской области (05.2020-06.2021)
· Аким города Туркестан (с 06.2021)